# Negrești, Argeș
Negrești este un sat în comuna Beleți-Negrești din județul Argeș, Muntenia, România.